# Bat Jam
Bat Jamⓘ (hebr. בת ים; arab. بات يام; ang. Bat Yam; pol. Córka Morza) – miasto położone w Dystrykcie Tel Awiwu w Izraelu. Leży na równinie przybrzeżnej Izraela nad Morzem Śródziemnym, w zespole miejskim Gusz Dan.

## Położenie

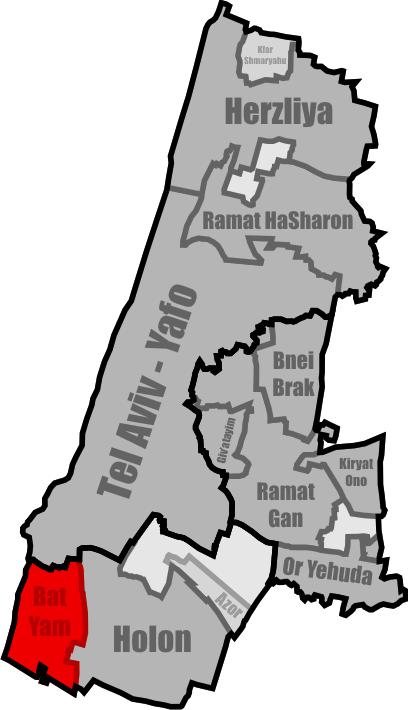
Lokalizacja Bat Jam w metropolii Gusz Dan

Bat Jam jest położony na kontynencie azjatyckim, na wschodnim wybrzeżu Morza Śródziemnego 32°01′23″N 34°45′01″E/32,023056 34,750278. Miasto leży na nadmorskiej równinie przybrzeżnej, na historycznej drodze lądowej łączącej Europę, Azję i Afrykę.
Z powodu rozwoju Tel Awiwu i obszaru metropolitalnego Gusz Dan, nie istnieją wyraźne granice pomiędzy Bat Jam a położonym na północy Tel Awiwem. Bat Jam jest położony w odległości 60 km na północny zachód od Jerozolimy i 98 km na południe od Hajfy. Graniczy od północy z Tel Awiwem, od wschodu z Holon i od południa z Riszon le-Cijjon.

## Środowisko naturalne
Miasto powstało na nadmorskich wydmach i stosunkowo mało żyznych gruntach, położonych na południe od portu morskiego Jafa. Podczas rozbudowy miasta teren został wyrównany i obecnie obszar miasta jest płaski, nie ma tu większych różnic wysokości. Niewielkie różnice wyniesienia parterów budynków wykorzystano dla bardziej naturalnego rozdziału podwórek.

### Klimat
Bat Jam ma klimat śródziemnomorski, który charakteryzuje się gorącymi i wilgotnymi latami oraz chłodnymi i deszczowymi zimami. Wiosna rozpoczyna się w marcu, a w drugiej połowie maja rozpoczyna się lato. Średnia temperatura latem wynosi 26 °C, a zimą 12 °C (średnia z lat 1988–2000). Opady śniegu są rzadkością, ale zdarza się spadek temperatury do 5 °C. Największe opady deszczu występują pomiędzy październikiem a kwietniem. Suma rocznych opadów atmosferycznych wynosi 530 mm.

## Demografia
Zgodnie z danymi Izraelskiego Centrum Danych Statystycznych w 2009 roku w mieście żyło 129 tys. mieszkańców, w tym 85,1% Żydów i 14,9% innych narodowości. Mieszka tutaj liczna społeczność żydowska pochodząca z Turcji (23% całej populacji miasta, w roku 2008), a w ostatnim okresie, jednoznacznie dominującym, obok hebrajskiego stał się język rosyjski.
Populacja miasta pod względem wieku:
| Wiek (w latach) | Procent populacji w % |
| --------------- | --------------------- |
| 0–4             | 6,3%                  |
| 5–9             | 5,8%                  |
| 10–14           | 5,4%                  |
| 15–19           | 5,8%                  |
| 20–29           | 14,7%                 |
| 30–44           | 17,9%                 |
| 45–59           | 19,7%                 |
| ponad 60        | 24,3%                 |

Źródło danych: Central Bureau of Statistics.

## Historia

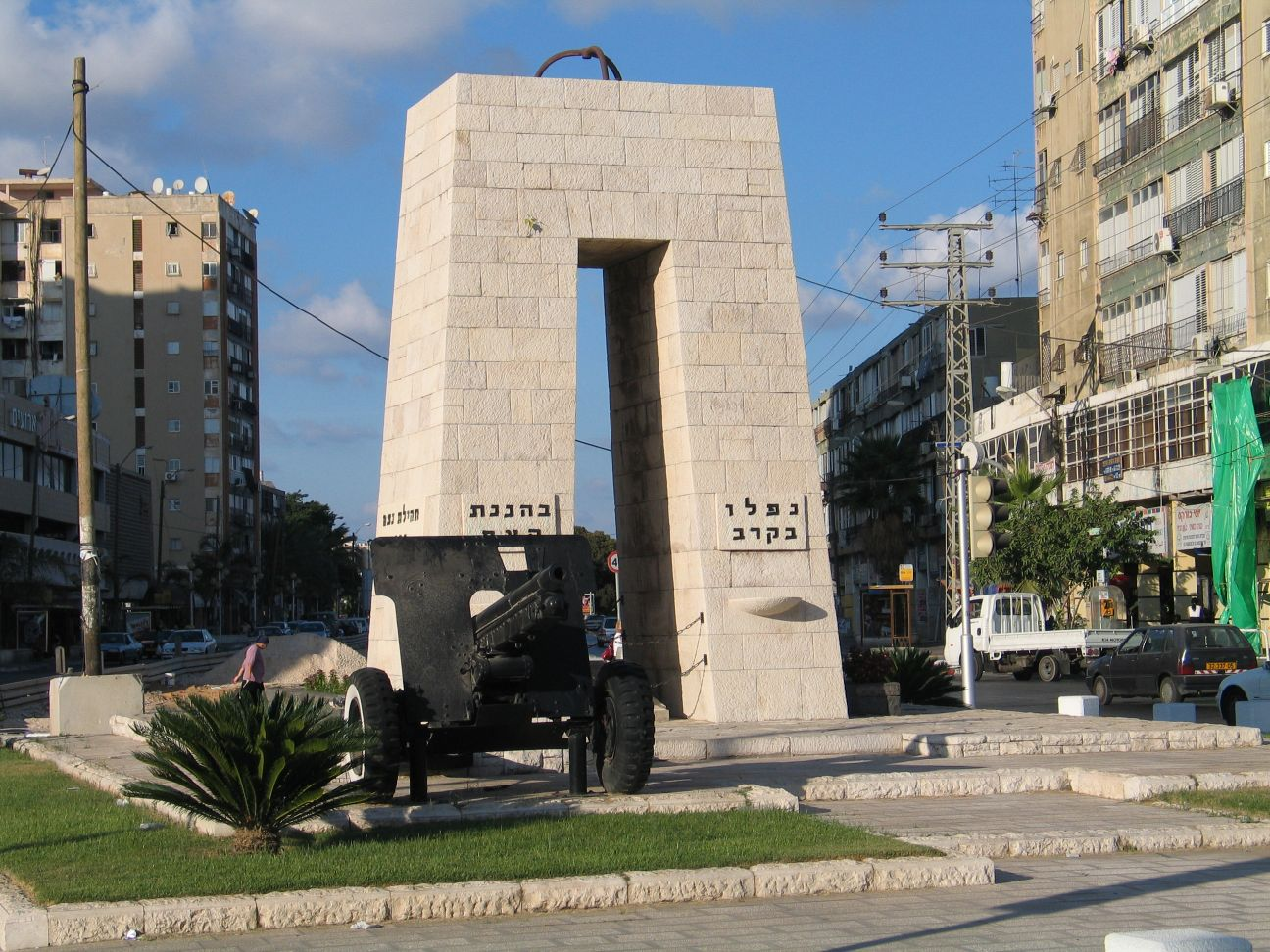
Pomnik Pamięci Obrońców Bat Jam

Osada została założona w 1926 przez 13 rodzin ultraortodoksyjnych Żydów. Ich pragnieniem było zagospodarować piaszczyste wydmy położone na południe od Jafy i stworzyć pionierską dzielnicę ortodoksyjną. Ten cel znalazł swoje odbicie w nazwie osady Bayit VaGan (hebr. בית וגן; pol. Dom i Ogród).
Początki osady były bardzo trudne. Była ona oddalona od Tel Awiwu, nie posiadała żadnej drogi dojazdowej, nie było prądu elektrycznego i brakowało wody. Piaszczyste grunty uniemożliwiały rozwój rolnictwa. Podczas arabskich rozruchów w 1929 osada była celem licznych napaści ze strony arabskich gangów atakujących z pobliskiej Jafy. Brytyjskie władze mandatowe, nie mogąc zapewnić bezpieczeństwa Żydom, zdecydowały się na ewakuację mieszkańców Bayit VaGan.
W 1930 nastąpiło ponowne założenie osady, która pomimo trudności stopniowo się rozwijała. Ważnym momentem przełomowym okazała się imigracja z Europy w latach 30. W 1934 założono pierwszą szkołę z czterema klasami. Uzyskano także dostęp do czystej wody, uruchomiono sieć elektryczną, a następnie ruszyła stała linia autobusowa do Tel Awiwu.
W 1936 brytyjskie władze uznały osiedle jako samorząd lokalny i zmieniły jego nazwę na obecną Bat Jam. W 1939 populacja wynosiła 1,3 tys. mieszkańców. Podczas II wojny światowej pobliski Tel Awiw był bombardowany przez włoskie lotnictwo, i wówczas Bat Jam stało się azylem dla wielu jego mieszkańców. Wojna były czynnikiem napędowym dla tutejszej gospodarki. Lokalny przemysł pracował dla brytyjskiej armii, produkując gwoździe, aceton i drożdże. Pod koniec wojny wybrukowano ulice miejskie i uruchomiono kino. Populacja Bat Jam wzrosła do 3,5 tys. mieszkańców.
Podczas wojny domowej w Mandacie Palestyny w 1948 Bat Jam było ciężko ostrzeliwane przez Arabów z Jafy. Ostrzał i napaści ustały wraz ze zdobyciem Jafy (13 maja 1948) przez żydowskie oddziały Hagany i Irgunu. Lata 50. charakteryzowały się napływem do Izraela fali masowej imigracji żydowskiej z całego świata. Bat Jam przyjęło więcej imigrantów niż jakiekolwiek inne miasto. Piaszczyste wydmy wyrównano i wybudowano na nich 2,5 tys. nowych domów. Granice miasto rozszerzyły się w ten sposób w kierunku wschodnim i południowym. Przez pewien czas funkcjonował namiotowy obóz dla przesiedleńców. W styczniu 1958 Bat Jam otrzymała prawa miejskie. Populacja wynosiła wówczas już 30 tys. mieszkańców.
W następnych latach napływ nowych mieszkańców nie ustawał. W Bat Jam w latach 40. i 50. osiedlili się imigranci z Iraku, Libii, Egiptu i Maroka tuż obok imigrantów z Rumunii, Bułgarii i Polski. W latach 60. napłynęli imigranci z Turcji i Ameryki Południowej. W latach 70. i 90. ze Związku Radzieckiego i Etiopii, a w ostatnim okresie przede wszystkim, w stopniu niemal dominującym na ulicy, kolejni repatrianci z obszaru byłego ZSRR.

## Polityka
| Burmistrz                 | Lata sprawowania urzędu |
| ------------------------- | ----------------------- |
| Minc Ben Zion             | 1936–1937               |
| Israel Ben Zion           | 1937–1939               |
| Jisrael Rabinowicz-Teomim | 1939–1943               |
| Eljaw Lewai               | 1943–1950               |
| Dawid Ben Ari             | 1950–1958               |
| Dawid Ben Ari             | 1958–1963               |
| Menachem Rothschild       | 1963–1973               |
| Jicchak Walker            | 1973–1977               |
| Dawid Mesika              | 1977–1978               |
| Menachem Rothschild       | 1978–1983               |
| Ehud Kanmon               | 1983–1993               |
| Jehoszua Sagi             | 1993–2003               |
| Szlomo Lachiani           | od 2003–2014            |
| Yossi Bachar              | 2014–2018               |
| Zwika Rot                 | od 2018                 |

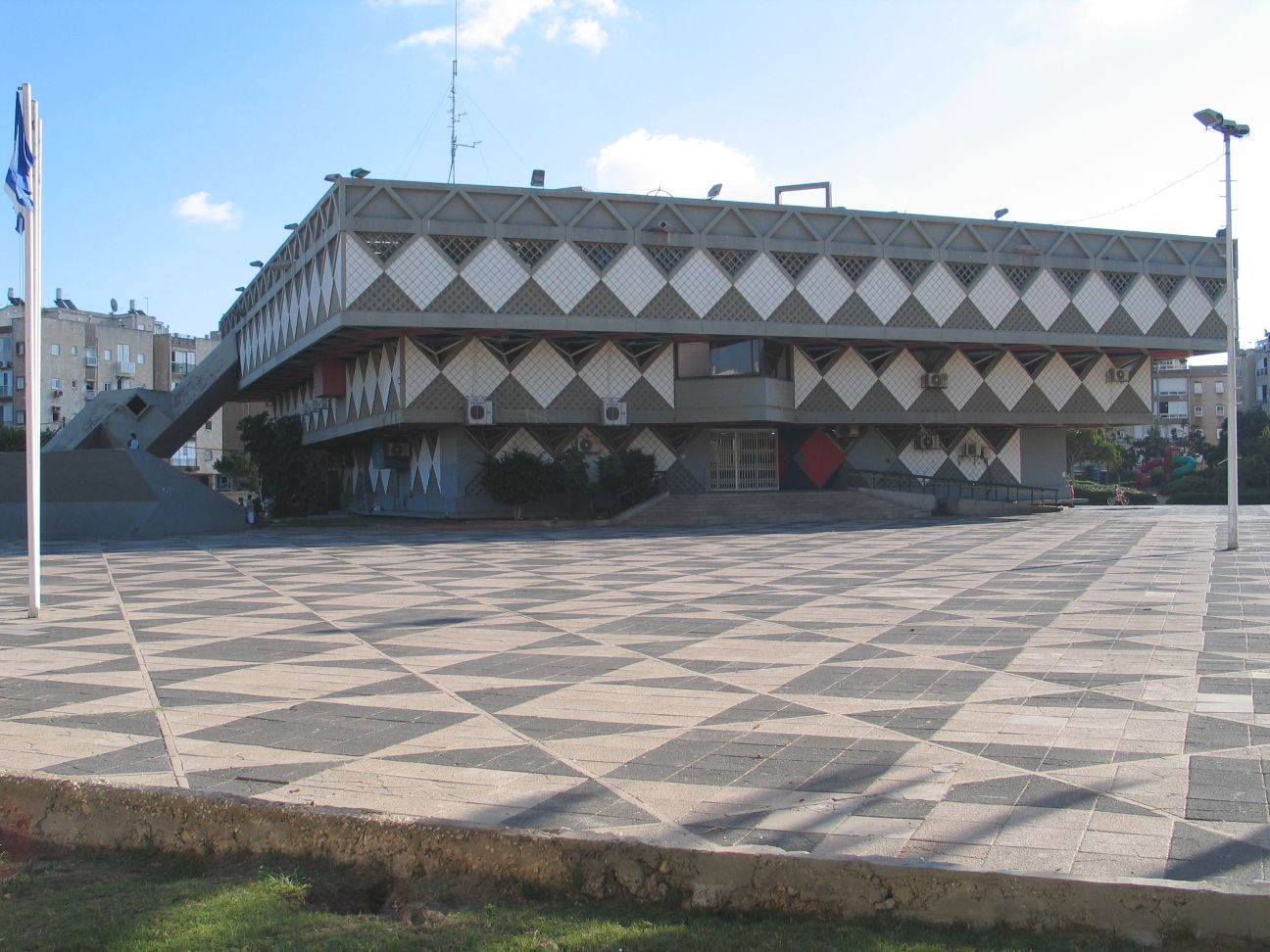
Ratusz miejski w Bat Jam

Bat Jam jest rządzony przez Radę Miejską, która jest wybierana na pięcioletnią kadencję na drodze bezpośrednich proporcjonalnych wyborów. Prawo wyborcze posiadają wszyscy izraelscy obywatele posiadający co najmniej 18 lat życia i mieszkający co najmniej jeden rok w mieście.
Miejskie władze samorządowe są odpowiedzialne za świadczenia socjalne, programy społeczne, infrastrukturę publiczną, urbanistykę, edukację, kulturę, turystykę i inne lokalne sprawy.

## Architektura
W latach 20. generalny plan budowy osiedla Bayit Vagan przygotował architekt Alexander Baerwald. Pomysł został jednak odłożony z powodu braku funduszy. Gdy w 1926 osiedlili się tutaj pierwsi pionierzy, osadę zaczęto budować na zakupionych 24 ha ziemi, położonej wzdłuż brzegu morza.
Obecnie znaczną część miasta zajmuje ciasne blokowisko, o skromnym, surowym, oszczędnym standardzie lat 60., jednak z dobrą komunikacją między nimi i wystarczającą także dziś liczbą miejsc parkingowych. Nowo powstające budynki mieszkalne, to głównie wieżowce wysokiego standardu i o wyszukanej estetyce, najwyższy z nich to 40-kondygnacyjny.
Ratusz miejski wybudowano w pobliżu promenady nadmorskiej, w 1963 według projektu Zvi Heckera, Alfreda Neumanna i Eldar Szarona. Budynek wzbudza zainteresowanie wśród znawców architektury, jednak mieszkańcy Bat Jam podzieleni są w ocenie samego wyglądu. Innowacyjna jest w projekcie także łatwość, automatyzm wizualnej kontroli stanowisk pracy urzędników, przez kogokolwiek z przełożonych i każdego z interesantów.
W sąsiedztwie blokowisk i przy lokalnych ciągach komunikacyjnych, zauważalna jest znaczna dbałość o małą architekturę i zieleń, a skwery i ronda dzielnic nadmorskich, prócz zieleni i kwiatów, ożywiają liczne wizerunki uśmiechniętych, kolorowych morskich stworów.

## Kultura
Miasto słynie z Międzynarodowego Festiwalu Teatrów Ulicznych, który każdego lata (od 1996) ma miejsce przez trzy dni na nadmorskiej promenadzie. Spektakle teatrów ulicznych ogląda około 15 tys. widzów każdego roku. Uczestniczą oni w przedstawieniach, warsztatach teatralnych, pokazach pirotechnicznych i targach.
Dodatkowe atrakcje zapewnia centrum kultury Canyon Bat Yam z licznymi kinami i restauracjami. Na uwagę zasługuje również Muzeum Sztuki Współczesnej. Jest tu także muzeum poświęcone pamięci żydowskiego prozaika, dramaturga i eseisty piszącego w języku jidysz Szalom Asz, który ostatnie lata swojego życia spędził w Bat Jam. Istnieje tu małe muzeum Holocaustu.

## Edukacja i nauka
W mieście znajduje się 28 szkół podstawowych i 7 szkół średnich, w których uczy się 30 tys. uczniów.

## Turystyka

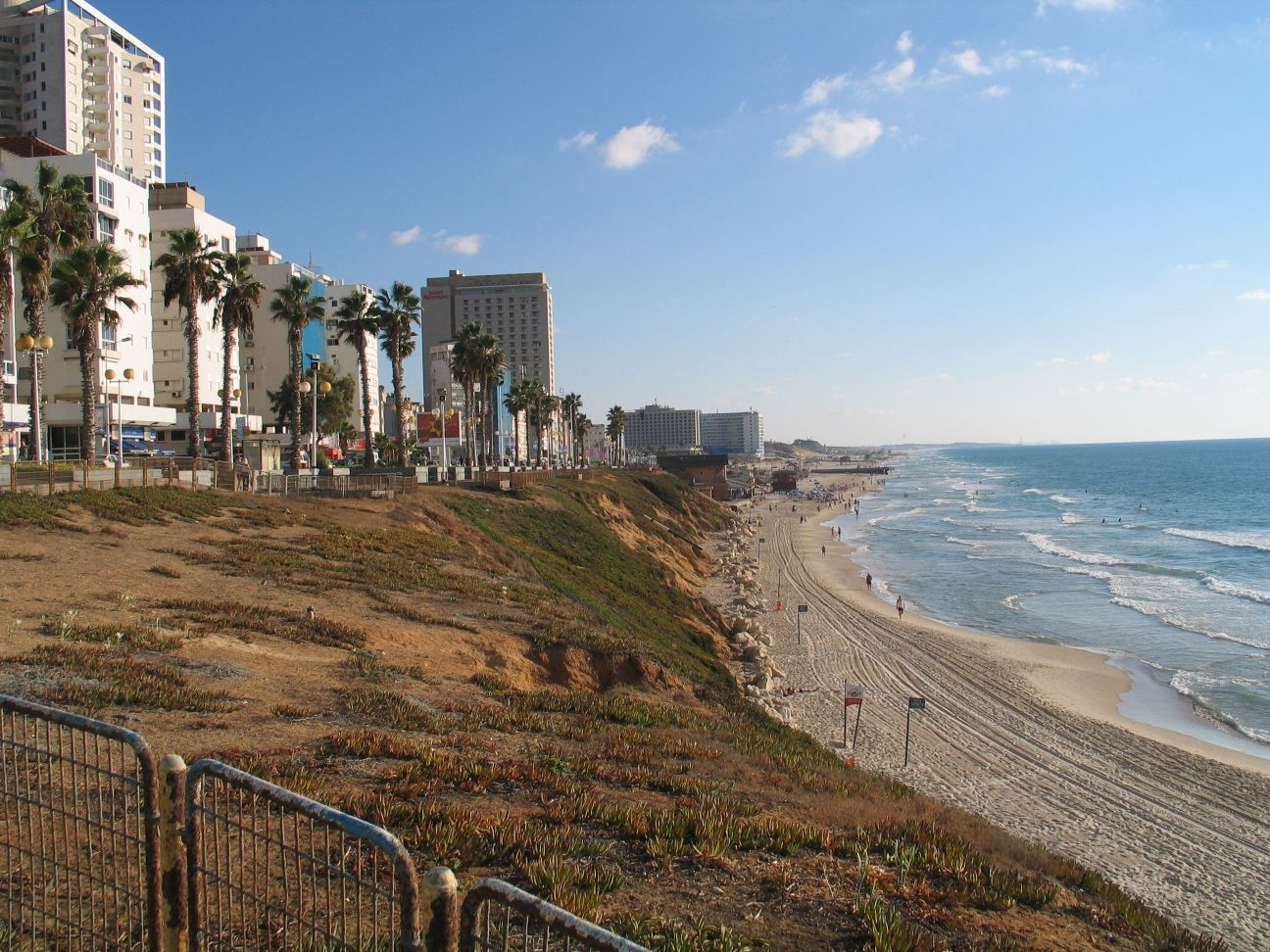

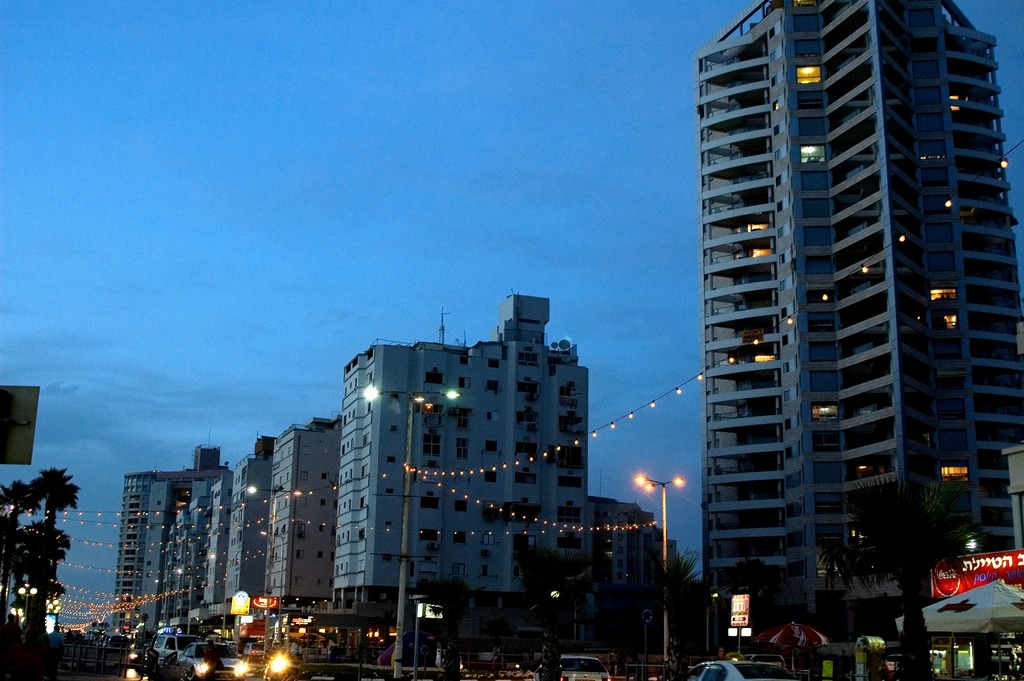
Bat Jam wieczorem

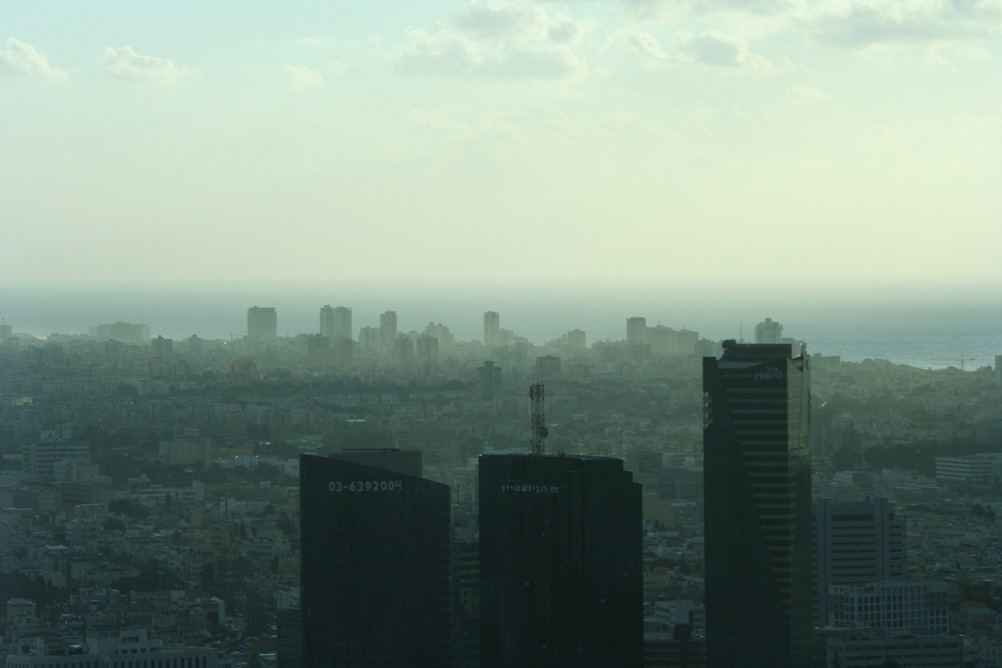
Widok na Bat Jam z Azrieli Tower w Tel Awiwie

Jedną z największych atrakcji Bat Jam są wspaniałe białe plaże. Ciągnące się na niemal całej długości miasta i także daleko poza nie, na Południe, słynące z bezpiecznego, łagodnego dna, drobnego, białego piasku i długich, zwykle łagodnych fal. Woda jest tu ciepła jeszczew późną jesienią, także w odczuciu mieszkańców europejskich krajów śródziemnomorskich. Istnieje sześć autoryzowanych plaż publicznych, na których można uprawiać sporty wodne. Za miastem, w stronę Rishon le-Cijjon rozciągają się długie, również piękne i relatywnie bezpieczne plaże dzikie. Przy plażach powstały liczne obiekty sportowe oraz kilka basenów. Latem plaże strzeżone żyją do późna w nocy, a w ich otoczeniu odbywają się koncerty oraz dyskoteki. Nadmorska promenada liczy ponad 3 km. Liczne restauracje, oferują tu tradycyjne dania z kuchni izraelskiej, bałkańskiej, orientalnej, środkowoeuropejskiej i innych. Dzieci i młodzież korzystają z licznych, zwłaszcza w dzielnicy nadmorskiej, elementów małej architektury, zadbanych technicznie i już w projekcie przewidzianych także dla funkcji amatorskich scen, W amfiteatrze odbywają się koncerty i występy artystyczne.

## Religia
Pierwsza synagoga w Bat Jam została wybudowana w 1928 przez dwóch miejscowych stolarzy. Była ona wykonana w całości z drzewa.

## Sport i rekreacja
W mieście znajduje się kompleks sportowy Bat Yam Sports Center, w skład którego wchodzą cztery baseny kąpielowe, dziesięć kortów tenisowych i stadion sportowy.
W mieście jest klub piłkarski Maccabi Ironi Bat Jam F.C., który uczestniczy w rozgrywkach drugiej ligi. Klub powstał w 2004 z połączenia Hapoel Bat Jam i Maccabi Bat Jam. Mecze rozgrywane są na miejskim stadionie stadionie Bat Jam, który posiada 3,1 tys. miejsc dla kibiców.

## Gospodarka
Miasto jest przede wszystkim sypialną Tel Awiwu, także niewielkim ośrodkiem przemysłowym zakładów przemysłu maszynowego, włókienniczego i chemicznego. Najważniejsze branże tutejszej gospodarki jest budownictwo mieszkaniowe, usługi dla mieszkańców i turystyka.

## Transport
Przez miasto przebiega autostrada nr 20  (Riszon le-Cijjon-Riszpon).
Transport w Bat Jam jest obsługiwany głównie przez autobusy. Będąc częścią aglomeracji miejskiej Gusz Dan, wszystkie linie autobusowe wychodzą poza granice miasta, tworząc dogodne połączenia z sąsiednimi miastami. Największą liczbę linii autobusowych w mieście obsługuje Dan Bus Company, której autobusami można dojechać do większości dzielnic Tel Awiwu, Holonu, Riszon le-Cijjon, Ramat Gan, Giwatajim, Bene Berak i bazy wojskowej Tel HaSzomer. Natomiast autobusy linii Egged łączą Bat Jam z Cholonem, Riszon le-Cijjon, Jerozolimą, Tel Awiwem, Ramlą i międzynarodowym portem lotniczym im. Dawida Ben Guriona.
Komunikację publiczną z aglomeracją i niemal całym Izraelem wspomaga kolej. W piątek, wczesnym popołudniem transport publiczny zamiera, by ruszyć dopiero po kolejnych 24 godzinach, czynne pozostają jedynie taksówki.

## Osoby związane z miastem
- Szalom Asz – żydowski prozaik, dramaturg i eseista piszący w języku jidysz. Ostatnie lata życia spędził w Bat Jam.
- Elana Eden – żydowska aktorka filmowa, urodzona w Bat Jam.

## Miasta partnerskie
- Valparaíso, Chile
- Villeurbanne, Francja
- Berlin, Niemcy
- Kutno, Polska
- Kragujevac, Serbia
- Antalya, Turcja
- Livorno, Włochy[potrzebny przypis]